# シモリュウ
シモリュウは、吉本興業（東京本社）所属のお笑いコンビ。2023年6月29日結成。

## メンバー
シモタ（1993年5月15日 - ）（32歳）
- ボケ担当。
- 本名：下田 真生（しもた まさき）。
- 鹿児島県出水市出身。身長164cm、体重77kg。血液型B型[2]。
- 2023年1月31日までは、コウテイのメンバーとして活動していた。

前田 龍二（まえだ りゅうじ、1988年5月20日 - ）（37歳）
- ツッコミ担当。
- 愛媛県松山市出身。身長171cm、体重63kg。血液型O型[3]。
- 2023年5月24日までは、なにわスワンキーズのメンバーとして活動していた。

## 概要
2023年1月に解散した元コウテイのシモタと、5月に解散した元なにわスワンキーズの前田によって結成されたコンビ。
同年6月29日に行われた霜降り明星の粗品の単独ライブで結成を発表。吉本興業のホームページでは7月1日を結成日としている。
2024年4月に活動拠点を大阪から東京に移し、ヨシモト∞ホールに所属。5月にはNHK上方漫才コンテストの決勝戦に進出。9月にムゲンダイユースカップに優勝し、ヨシモト∞ホールの看板芸人である「ムゲンダイレギュラー」入りを果たした。同月には、コンビ結成して初の単独ライブを開催した。
同年7月にはGERAにて自身がパーソナリティを務めるインターネットラジオ番組「GERA SPECIAL 【シモリュウのダマテン】」が、10月には前田の地元である愛媛県のあいテレビでコンビ初の冠番組「シモリュウの5W1H」がスタートした。

## ギャンブル四兄弟
粗品（霜降り明星）、大東翔生（ダブルヒガシ）を含めた4人は非常に仲が良く、粗品のYouTubeでは「ギャンブル四兄弟」と称し、チンチロや麻雀の動画が公開されている。
四兄弟は芸歴順に「長男→次男…」と呼ばれており、実際の年齢とは並びが異なっている。”長男”である粗品より”次男”の前田は実年齢が上であり、”三男”のシモタと”末っ子”の大東は同い年だが大東が早生まれのため、学年ではシモタが下である。

## 出囃子
工藤静香「MUGO・ん…色っぽい」（2024年 - ）

## 賞レース戦歴

### M-1グランプリ
| 開催年（回）     | 結果         | エントリーNo. | 日程     | 会場                      | 備考         |
| ---------------- | ------------ | ------------- | -------- | ------------------------- | ------------ |
| 2023年（第19回） | 3回戦進出    | 4628          | 10月31日 | 【大阪】よしもと漫才劇場  | 1回戦1位通過 |
| 2024年（第20回） | 準々決勝進出 | 2197          | 11月22日 | 【東京】ルミネtheよしもと | 1回戦1位通過 |

### R-1グランプリ
- 2021年 準決勝進出（シモタ）
- 2022年 準決勝進出（シモタ）
- 2023年 準決勝進出（シモタ）
- 2024年 準々決勝進出（シモタ）
- 2025年 準々決勝進出（シモタ）

### その他賞レース
- 2024年 NHK上方漫才コンテスト 決勝進出
- 2024年 キングオブコント 2回戦進出

## 出演

### テレビ
- ちょいバラ「絶品の孤島メシ」（ABCテレビ、2023年7月17日 - 8月21日）- シモタのみ
- ミキBASE～いいね！で応援～（毎日放送）
- あれみた？（毎日放送）
- 24時間麻雀（BSよしもと、2023年11月5日）
- 霜降りバラエティX（テレビ朝日）
- 有田ジェネレーション Season11（TBSテレビ）
- オールザッツ漫才（毎日放送）
- かまいたちの机上の空論城（関西テレビ）
- 霜降り明星のガリョウテンセイ（関西テレビ、2024年2月11日）
- 土曜はナニする！？（関西テレビ、2024年4月26日）
- 仰天認定TEPPEN食堂（あいテレビ、2024年6月1日）
- シモリュウの5W1H（あいテレビ、2024年10月5日 -）- 冠番組

### その他
- 映画「OUT」※シモタのみ
- GERA SPECIAL（GERA、2024年5月9日・16日）
  - GERA SPECIAL 【シモリュウのダマテン】（GERA、2024年7月 - 10月）